# Nélida Rodríguez
Nélida Rodríguez (n. Buenos Aires, ca. 1952) es una destacada bailarina de tango y coreógrafa argentina. Artísticamente también es conocida por la pareja de baile Nélida y Nelson que integra junto a Nelson Ávila desde 1970. Es conocida mundialmente por integrar los elencos de los espectáculos Tango Argentino, estrenado en 1983, por el que resultó nominada con los demás bailarines en 1986 a los Premios Tony por la mejor coreografía.

## Biografía
Nacida en Argentina estudió desde niña danza clásica y española, recibiéndose de profesora a los 15 años. A los 16 años debutó profesionalmente en espectáculos teatrales televisivos y de cine.
En 1970 conoció al ya renombrado bailarín Nelson Ávila, formando desde entonces una pareja con el nombre artístico de Nélida y Nelson. Poco después forman un elenco integral de tango bajo su dirección, realizando giras por diversos países de América Latina.
En 1983 integraron el elenco que estrenó en París el exitoso espectáculo Tango Argentino de Claudio Segovia y Héctor Orezzoli, que impulsó el renacimiento mundial del tango y se mantuvo girando por el mundo durante una década, actuando en todas sus presentaciones. Por la representación de ese espectáculo en Broadway fue nominada con los demás bailarines en 1986 en los Premios Tony por la mejor coreografía.
En 1988 se presentan en el popular programa de la televisión italiana Fantástico, conducido por Adriano Celentano y realizan un especial con Astor Piazzolla y Gerry Mulligan.
En 1989 actuaron en la película Tango Bar de Marcos Zurinaga y diseñaron su propio espectáculo, Tango 89, presentado Japón.
En 1991 diseñaron la coreografía del show Una noche en Buenos Aires, presentado en varias ciudades de Brasil, con parte del elenco de Tango Argentino: el Sexteto Mayor, Osvaldo Berlingieri y Raúl Lavié.
En 1992 fueron contratados para realizar la coreografía del espectáculo “Campo y Ciudad” en la Expo Sevilla 92. En 1994 llevan a escena un nuevo espectáculo propio, Buenos Aires... TANGO, con Atilio Stampone, recorriendo Canadá, Nueva York, Madrid, Barcelona, Lisboa y El Cairo, entre otras ciudades.
Entre 1996 y 199 Nélida Rodríguez Aure asumió la Dirección Artística de El Viejo Almacén, histórico reducto de tango Buenos Aires.
En 2001 Nélida presenta un espectáculo de tango Hong Kong y en 2002 reestrenó Buenos Aires... TANGO', declarado de Interés Cultural de la Nación. Simultáneamente participó de la dirección coreográfica de la obra Discepolín y Yo, de Betty Gambartes y Bernardo Carey.
En 2003 y 2004 estuvo a cargo de la coreografía de Tangos con Mariana y presentó su espectáculo Fiebre de Tango en Chile, luego p0resentado en Argentina y México.
Desde 2005 actúa como jurado en semifinales y finales del Campeonato Mundial de Baile de Tango.

## Filmografía
- Tango Bar (1989) de Marcos Zurinaga